# Scheggelder Grub

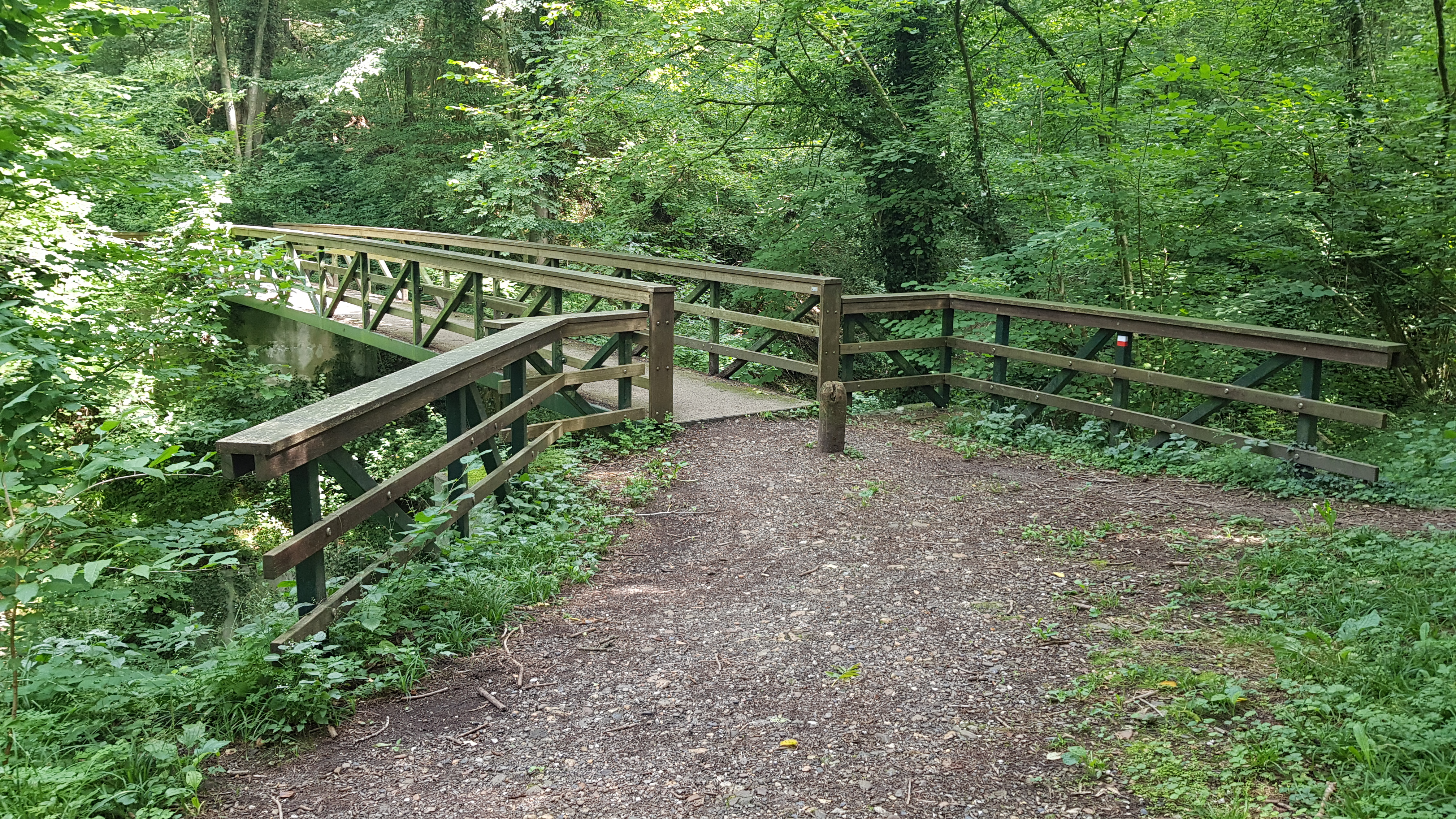
De Scheggelderbrug

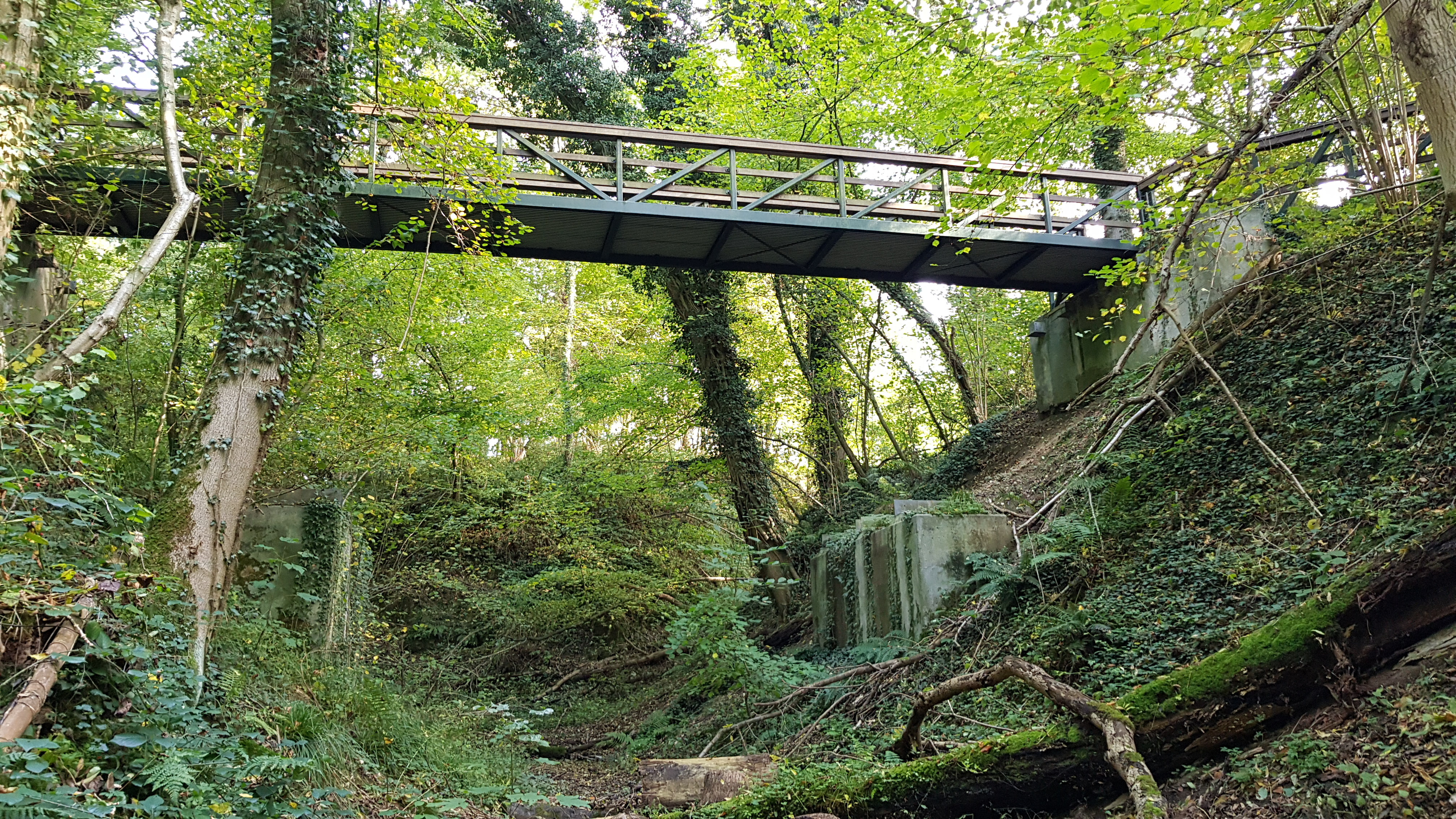
bruggetje over de Scheggelder Grub

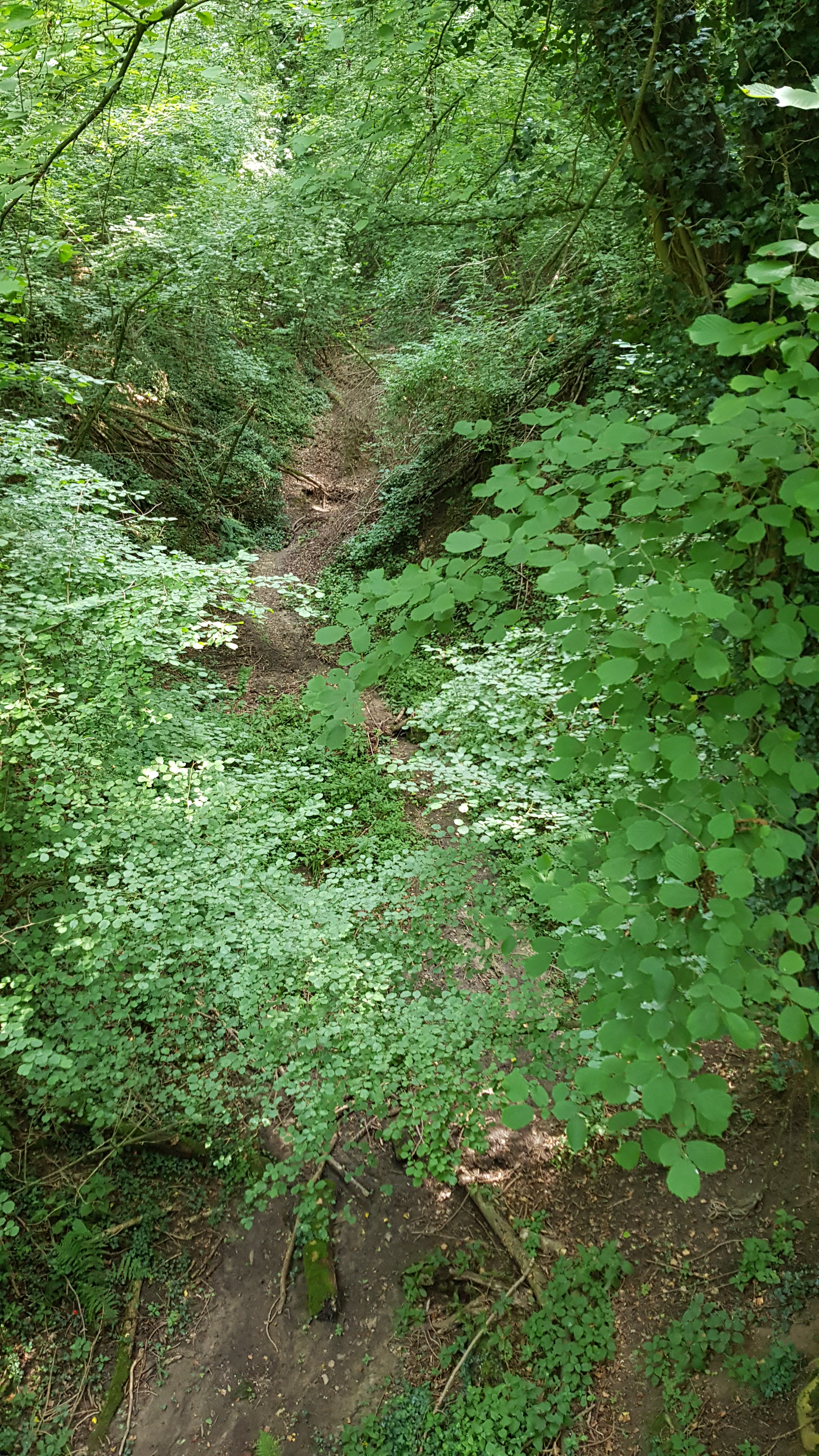
Zicht vanaf de Scheggelderbrug

De Scheggelder Grub of Scheggeldergrubbe is een droogdal en holle weg in het Savelsbos in de Nederlandse gemeente Eijsden-Margraten. Ze vormde de historische route van Eckelrade op het plateau naar Gronsveld en Rijckholt in het Maasdal. Terwijl het smalle hellingbos grotendeels noord-zuid georiënteerd is op de hellingen van het Plateau van Margraten, snijdt het dalletje van de Scheggelder Grub ongeveer een kilometer naar het oosten in op het plateau. Naar het westen vervolgt de Scheggelder Grub als de Scheggelderweg en de Rijckholter Scheggelderweg.
Op ruim een kilometer naar het noorden ligt de Dorregrubbe en op ongeveer 700 meter naar het zuiden ligt de Schone Grub. De Scheggelder Grub snijdt ongeveer 50 meter diep in op het Maasterras van Sint Geertruid.
De grub wordt ongeveer halverwege voor een wandelpad door een viaduct overbrugt, de Scheggelderbrug.

## Groeves
Bij de Scheggelder Grub liggen enkele groeves:
- Groeve Scheggeldergrub II
- Lebensboschgroeve
- Steinberggroeve